# Attila Fekete
Attila Fekete (ur. 24 stycznia 1974 w Halmeu) – węgierski szpadzista pochodzenia rumuńskiego, czterokrotny medalista mistrzostw świata.
W 1993 roku wywalczył srebrny medal indywidualnie na mistrzostwach świata juniorów w Denver.
Podczas mistrzostw świata w Hadze w 1995 roku Węgrzy w składzie: Géza Imre, Attila Fekete, Krisztián Kulcsár i Iván Kovács zdobyli brązowy medal w zawodach drużynowych. W tej samej konkurencji zdobył też złote medale na mistrzostwach świata w La Chaux-de-Fonds (1998) i mistrzostwach świata w Nîmes (2001). Ponadto na MŚ 1998 wywalczył też brązowy medal w turnieju indywidualnym, wyprzedzili go tylko Francuz Hugues Obry i reprezentujący Szwecję Péter Vánky.. 
Wystartował na igrzyskach olimpijskich w Sydney w 2000 roku, gdzie w turnieju indywidualnym był jedenasty, a drużynowo zajął siódme miejsce. Były to jego jedyne starty olimpijskie.
Ponadto zdobył złote medale drużynowo na mistrzostwach Europy w Płowdiwie (1998) i mistrzostwach Europy w Izmirze (2006) oraz brązowy na mistrzostwach Europy w Zalaegerszeg (2005)